# Стафілін пахучий
Стафілін пахучий (Ocypus olens) — вид жуків з родини Стафіліни (Staphylinidae).

## Таксономія
Стафілін пахучий — один з 130 видів роду, один з 25 видів роду у фауні України.
Наукова назва виду, olens, в перекладі означає — «пахучий».
Підвиди:
- Ocypus (Ocypus) olens olens  (O. Müller, 1764)
- Ocypus (Ocypus) olens azoricus   (Mequignon, 1942)

## Поширення та чисельність
Стафілін пахучий — поширений у Європі палеарктичний вид. Ареал охоплює все Середземномор'я. Вид також інтродукований до Америки та Австралоазії.
В Україні чисельність незначна — зустрічаються поодинокі особини на півдні Кримського півострова та в Закарпатті. Зафіксовано також випадки в Тернопільській області (на території національного парку "Кременецькі гори" на околицях міста Кременець та прилеглих сіл). Скоріше за все сюди жук потрапив з людьми з інших областей, наімвірніше - з Криму.

## Морфологічні ознаки
Жук має вузьку форму тіла, довжина якого — 22–32 мм. Чорне матове тіло комахи вкрите дрібними, чорними щетинками. Укорочені тверді надкрила покривають груди, приховуючи складену другу пару коротких крил. Черевце складається з 8 сегментів, вкритих склеротизованими пластинами. Стафілін має великі щелепи і надзвичайно потужну черевну мускулатуру.

## Особливості біології

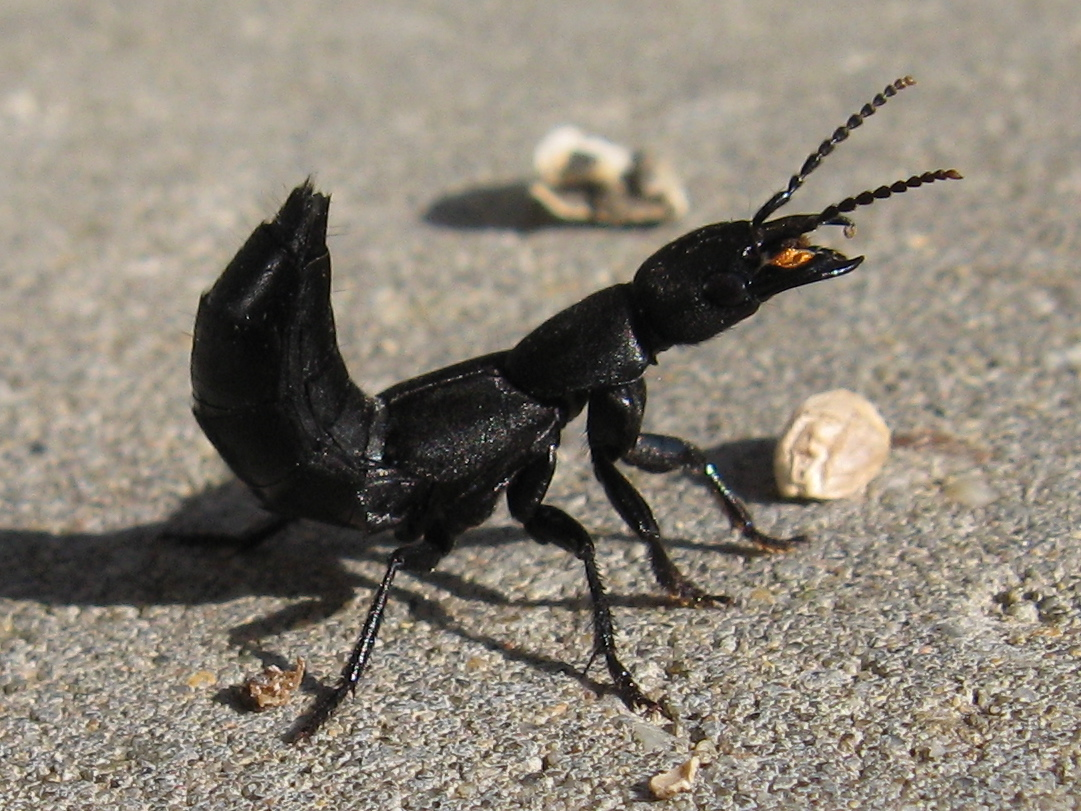
Захісна позиція

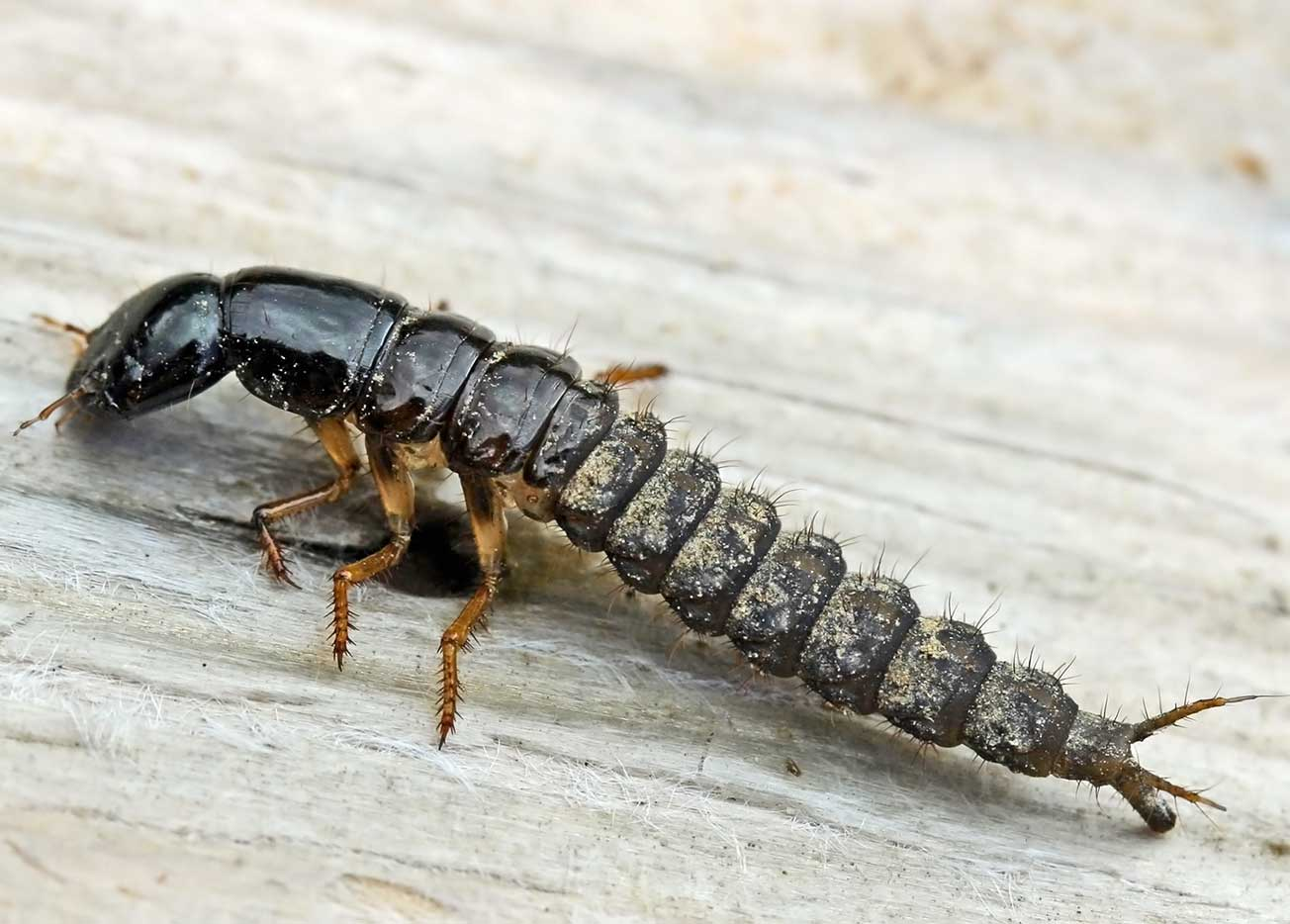
Личинка

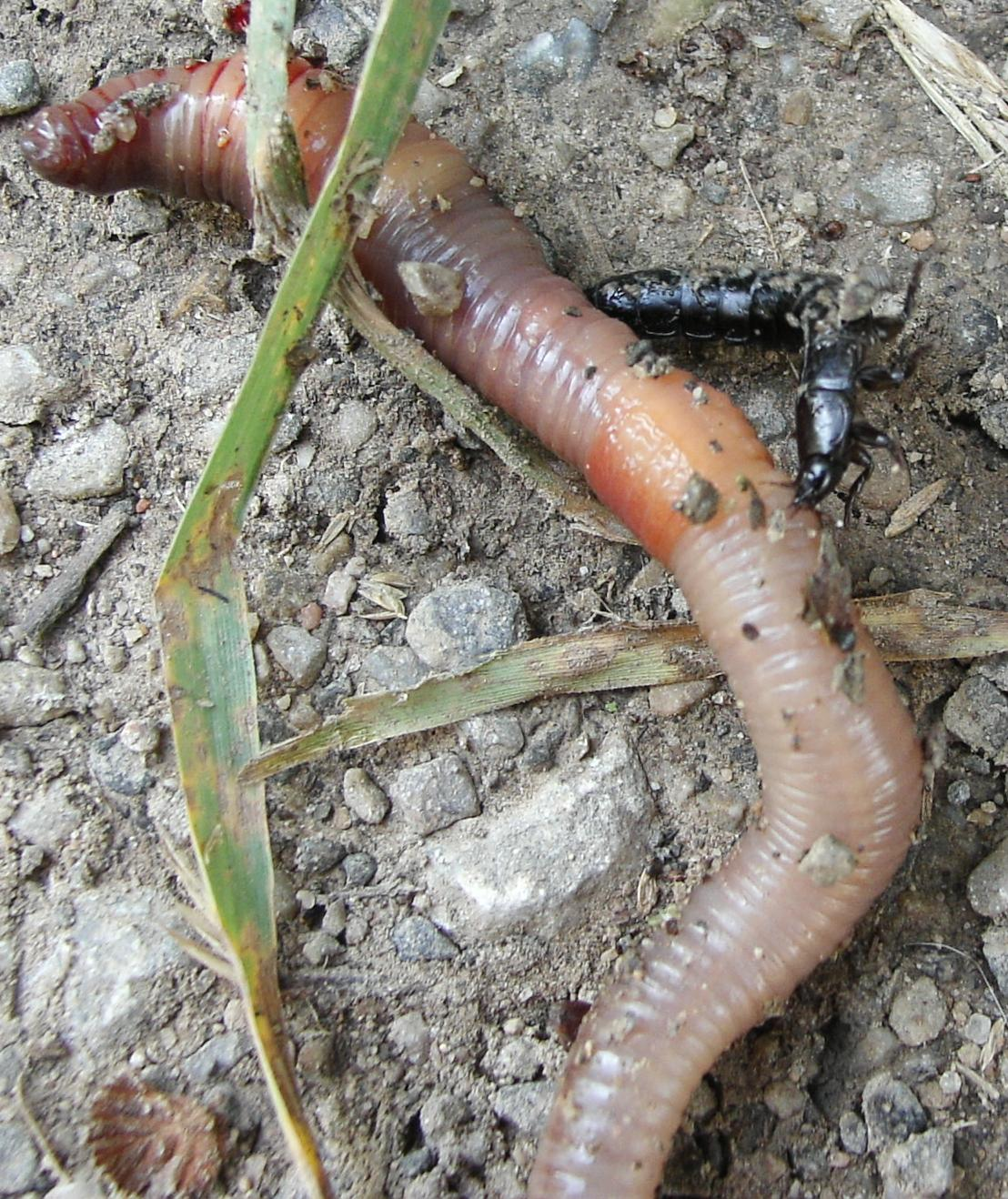
Напад на дощового черв'яка

Місця перебування виду — затінені і вологі біотопи, рідше — сухі соснові ліси, дуже рідко — поля і виноградники.
Імаго зустрічаються з березня по жовтень, личинки — у березні–травні та жовтні. Зимує в личинковій та дорослій стадіях. Дорослий жук у березні після зимівлі виходить зі схованки на поверхню або може залишатися активним протягом другої зими, якщо клімат м'який.
Стафілін пахучий — нічний хижак, протягом дня ховається під шматками дерев, в лісовій підстилці або під камінням. Його місце як домінуючого хижака забезпечується невибагливістю до середовища проживання та різноманітні і численні джерела живлення. Харчується іншими безхребетними: комахами, мокрицями, черв'яками, слизняками та падаллю. За допомогою великих щелеп жук подрібнює здобич, пережовує шматочки їжі, формуючи болюс у вигляді кулястої маси, після чого болюс проходить через травний тракт комахи.
Коли стафілін відчуває загрозу для себе, він займає оборонну позицію — широко розкриває свої потужні щелепи і піднімає черевце над головою. При цьому жук виділяє неприємну рідину з пари екзокринних залоз, що знаходяться в останньому 8–му сегменті черевця. При захисті він також може виводити фекальну рідину з анусу, а також смердючу рідину з рота.
Розмноження відбувається восени. Через 14–21 день після спарювання, самка відкладає одне яйце в сирому, темному місці — в опалому листі або під камінням.
Личинка з'являється з яйця через 30 днів і буде жити в основному у схованках. Личинка — такий самий хижак, як і доросла особина. Личинка має аналогічне з імаго харчування та оборонну поведінку. Розвиток личинки проходить 3 послідовні стадії. Впродовж останньої стадії, приблизно на 150-й день, личинка досягає в довжину 20–26 мм. Після цього починається перетворення личинки у лялечку. Цей процес триває до 35 днів. Сформоване імаго виходить з лялечки, залишаючись неактивними протягом двох годин, доки крила не висохнуть.

## Людські забобони
У середньовіччі люди пов'язували жука за його зовнішній вид і смердючість з дияволом. Так у Британії з давніх часів загальними назвами стафіліна пахучого залишаються: кінь з екіпажу диявола (англ. Devil's coach horse) або скакун диявола (англ. Devil's steed), лакей диявола (англ. Devil's footman) та кучер диявола (англ. Devil's coachman).
На даний момент не достатньо вивчено рівень небезпеки для людей. І хоча відсутні дані про пряму причетність виду до летальних випадків - слід дуже обережно поводитися в місцях його проживання, особливо алергікам та особам, страждаючим на заворювання дихальних шляхів (наприклад хронічний ларингіт або бронхіальна астма), так як він може викликати алергічні реакції, ускладнення яких індивідуальні, аж до анафілактичного шоку.

## Заходи охорони
Причиною зменшення чисельності стафіліна пахучого є скорочення місць перебування виду внаслідок вибирання каміння, обробки лісових масивів пестицидами тощо.
У 2-му виданні Червоної книги України (1994) вид мав природоохоронний статус — 2 категорія. У 2009 році стафілін пахучий був виключений з Червоної книги України.